# ديفيد مارتن (سياسي)
ديفيد مارتن (بالإنجليزية: David Martin)‏ هو سياسي أمريكي، ولد في 9 يوليو 1907 في الولايات المتحدة، وتوفي بنفس المكان في 15 مايو 1997 بسبب ذات الرئة. حزبياً، نشط في الحزب الجمهوري. انتخب عضو مجلس النواب الأمريكي.